# Fritz Müller (Maler)
Fritz Müller (* 9. Januar 1879 in Schiltigheim oder Mainz; † 2. August 1957 in München) war ein deutscher Maler.
Müller absolvierte die Kunstakademie in München. Nach seinem Studium der bildenden Künste (Grafik und Malerei) malte er zeitweise in einem stark expressionistischen Stil, bis er zu klassischen Szenen aus dem Leben seiner Wahlheimat München fand.
Besonders bekannt sind die so genannten „Wirtshausszenen“ wie Bei der Weinprobe (1910) oder Bayerisches Paar (1911).
In den zwanziger Jahren malte er ausdrucksstarke Gemälde mit kirchlichen Motiven.